# Sal (Don)
Der Sal (russisch Сал) ist ein linker Nebenfluss des Don im Süden des europäischen Teils Russlands. Seine Länge zusammen mit dem längsten Quellfluss Dschurak-Sal beträgt 798 Kilometer.

## Verlauf
Der linke Quellfluss Dschurak-Sal des Sal entsteht aus einer Vielzahl kleiner Rinnsale ohne ausgeprägte Quelle in 180 m Höhe in den Jergenihügeln im Westen der Republik Kalmückien, wenige Kilometer westlich von deren Hauptstadt Elista. Die Jergenihügel gehen in diesem Bereich in den in Ost-West-Richtung verlaufenden Sal-Manytsch-Rücken (Salsko-Manytschkaja grjada) über, der das Becken des Sal von dem des weiter südlich fließenden (Westlichen) Manytsch trennt.
Der Dschurak-Sal fließt zunächst in nordwestlicher, dann überwiegend nördlicher Richtung durch trockenes Steppengebiet; erreicht dabei nach wenigen Dutzend Kilometern das Territorium der Oblast Rostow, das er in seinem weiteren Verlauf bis zur Mündung durchfließt. Später wendet er sich nach Westen, nimmt von rechts den weitaus kürzeren Kara-Sal („Schwarzen Sal“) auf und wird ab dort als Sal bezeichnet. Die westliche Richtung, etwa parallel zum Don in diesem Abschnitt, behält der Sal bis zu seiner Mündung in den letzteren bei, dabei zunehmend stark mäandrierend. Die Mündung liegt wenige Kilometer unterhalb von Semikarakorsk, bei einem getrennt liegenden Stadtteil. In Mündungsnähe ist der Sal über 50 Meter breit und 1,5 Meter tief; die Fließgeschwindigkeit beträgt 0,1 m/s.
Seine bedeutendsten Nebenflüsse sind Kara-Sal und Jerik von rechts sowie Großer Gaschun (Bolschoi Gaschun, Länge 161 km), Kleine Kuberle (Malaja Kuberle, 152 km) und Große Kuberle (Bolschaja Kuberle) von links.
Neben Semikarakorsk in Mündungsnähe gibt es am Sal keine weiteren Städte, aber eine Reihe größerer Dörfer (Selo), darunter die Rajonverwaltungszentren Remontnoje, Dubowskoje und Bolschaja Martynowka.

## Hydrologie
Das Einzugsgebiet des Flusses umfasst 21.300 km². Der mittlere jährliche Abfluss 205 Kilometer oberhalb der Mündung beträgt 9,9 m³/s. Der Sal gefriert von etwa Mitte Dezember bis Ende März, wobei der Eisgang unregelmäßig ist. Im Oberlauf kann der Fluss in einzelnen Wintern für bis zu 45 Tage bis zum Grund durchfrieren. In den trockenen Sommern können Ober- und Mittellauf des Flusses für bis zu 200 Tage austrocknen.

## Nutzung und Infrastruktur
Der Sal ist nicht schiffbar.
Das fast überall landwirtschaftlich genutzte, vom Sal durchflossene Gebiet leidet unter Trockenheit, sodass sein Wasser ab dem Mittellauf für die Bewässerung genutzt wird. Zu diesem Zweck wurde eine Reihe von Kanälen gebaut, die vom Sal und seinen Nebenflüssen gespeist werden, so der auf der linken (südlichen) Seite des Saltales verlaufende Obere Sal-Kanal (Werchnesalski kanal). Dem Unterlauf des Sal wird über den Don-Magistralkanal (Donskoi  magistralny kanal) Wasser aus dem Don zugeführt, das dem Zimljansker Stausee entnommen wird. Der Kanal überquert den Sal mit einer Trogbrücke bei Juschny, läuft dann etwa parallel zum Fluss auf der südlichen Seite und gibt einen Teil des Wassers in Richtung des Sal, einen Teil auch in Richtung des Manytsch ab.
Der Sal wird von der Eisenbahnstrecke Wolgograd – Tichorezkaja – Krasnodar sowie von der von dieser Strecke bei Krasnoarmeiski (Station Kuberle) abzweigenden Nebenstrecke nach Wolgodonsk überquert. Das Regionalstraßennetz im Gebiet ist relativ dicht. So kreuzt den Fluss nahe der Mündung die dem linken Ufer des Don aufwärts führende Straße Richtung Wolgodonsk. Verschiedene in den Ostteil der Oblast Rostow erschließende sowie in Richtung der kalmückischen Hauptstadt Elista verlaufende Straßen überqueren den Fluss ebenfalls oder folgen abschnittsweise seinem Lauf.